# Кентербери
Ке́нтербери (англ. Canterbury [ˈkæntərbᵊri] / [ˈkæntərbɛri]; лат. Durovernum Cantiacorum, Cantuaria) — древний город на юго-востоке Англии в графстве Кент, административный центр района со статусом «сити» Сити-оф-Кентербери.
Расположен в 85 км юго-восточнее Лондона, известный как место нахождения кафедры архиепископа Кентерберийского, примаса англиканской церкви. Население — 43,4 тыс. человек (2001).

## История

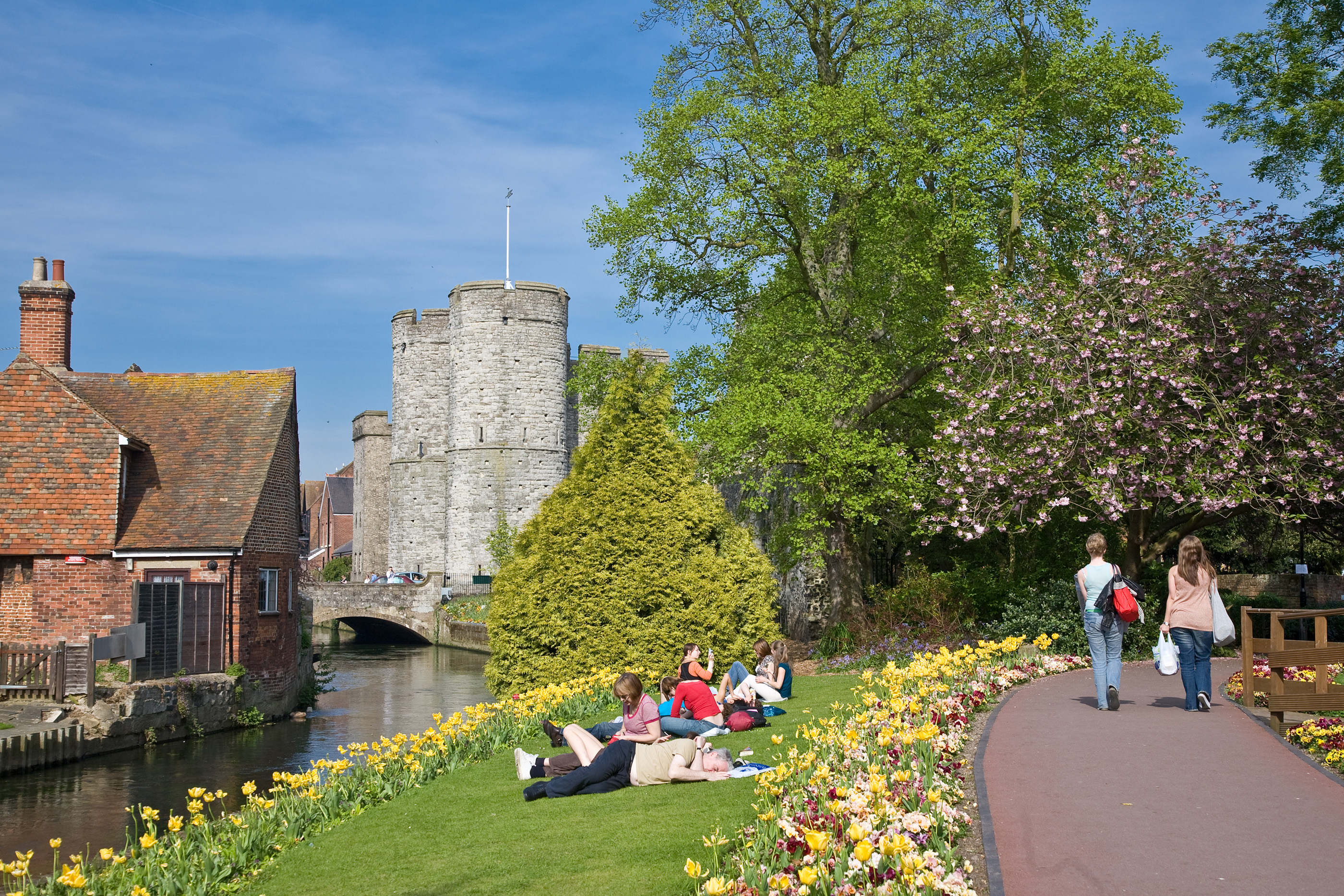
Река Стаур в центре Кентербери

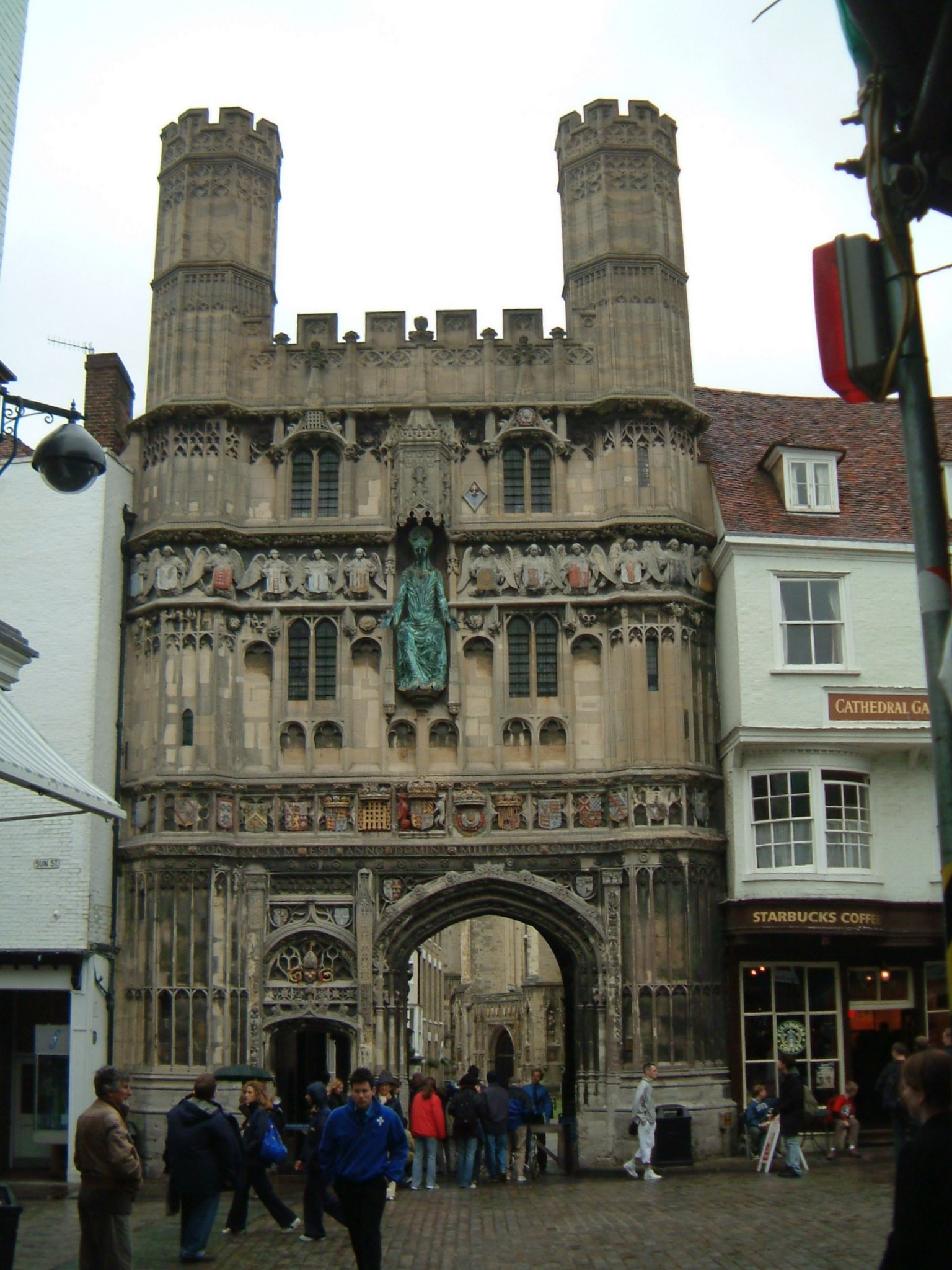
Ворота Крайст-Чёрч, через которые проходит путь к собору

В древности Кентербери стоял у устья реки Стаур, которая здесь впадала в пролив, отделяющий от Британии остров Танет. Впоследствии пролив засорился, и Кентербери оказался расположен вдали от моря, в 23 км к северо-западу от портового Дувра. Римский император Клавдий во время завоевания Британии в 43 г. на месте кельтского поселения заложил римский город Дуровернум Кантиакорум. Через город прошла дорога из Дувра на Лондон, известная ныне как Уотлинг-стрит.
В VI веке Кентербери становится резиденцией короля королевства Кент Этельберта и его супруги, христианки Берты. Последняя радушно приняла в Кентербери миссионера, посланного папой Григорием I, — Августина Кентерберийского. Он основал при королевском дворе аббатство святого Августина, а позднее заложил Кентерберийский собор, который стал главным храмом Кентского королевства, а позднее — и всей Англии. До сих пор сохранилась капелла королевы Берты — ныне церковь Святого Мартина.
В Средние века Кентербери оставался главным религиозным центром Англии. В XI веке служил мишенью для нападений датчан во главе с Кнудом.
В 1170 году в Кентерберийском соборе совершилось убийство архиепископа Фомы Бекета, за которое четыре года спустя здесь же покаялся король Генрих II Плантагенет. Фома был причислен к лику святых, и к его мощам шёл непрерывный поток паломников, для размещения которых требовалось множество постоялых дворов. Картина жизни средневекового Кентербери нарисована в «Кентерберийских рассказах» Чосера.
Английская Реформация привела к запрету на почитание Бекета и роспуску монастырей. Упадок города был приостановлен эмиграцией гугенотов из Франции, основной специализацией которых было ткачество. Центр города пострадал от бомбардировок Второй мировой войны. В 1965 году был основан университет Кента. Кроме того, в городе действует частная школа Кингс-скул, учреждённая Генрихом VIII в 1547 году и претендующая на звание старейшей школы Европы.

## Достопримечательности
В Кентербери традиционно насчитывалось 22 приходские церкви. 
Из культовых объектов три — Кентерберийский собор, аббатство святого Августина и церковь святого Мартина — состоят под охраной ЮНЕСКО, образуя в совокупности памятник Всемирного наследия. 
Сохранились также фрагменты древнеримских стен, надстроенные в Средние века. 
Кентерберийский замок, возведённый вскоре после нормандского завоевания, ныне стоит в руинах.
В Кентербери паломники стараются посетить пять христианских достопримечательностей. 
В первую очередь это Кентерберийский собор XII века, главный англиканский храм Великобритании. Он является одним из самых посещаемых зданий Британии уже около 800 лет, каждый год сюда приезжает более миллиона людей. Из православных святынь здесь хранятся мощи святого Дунстана — одного из наиболее успешных кентерберийских епископов, правившего с 959 по 988 год. 

Рядом с собором находятся руины аббатства святого Августина, монахи которого сыграли значительную роль в религиозной жизни Британии (среди них — «апостол англичан» святой Августин, обративший в христианство более десяти тысяч людей, в том числе английского короля Этельберта; святой Феодор Тарсийский, святой Адриан).  

В-третьих, старейшая британская церковь святого Мартина, в которой святой Августин жил, пока строилось аббатство. 

В-четвёртых, католическая церковь Святого Томаса Кентерберийского, в которой находится часть мощей Томаса Бекета. 
 
И последнее — англиканская церковь святого Дунстана, в которой находятся мощи мученика святого Томаса Мора (канонизирован католической церковью) — английского государственного деятеля, более известного в России как писателя-философа, автора «Утопии».
Истории города посвящён Музей наследия Кентербери.

## Спорт
В 1904 году был основан футбольный клуб «Кентербери Сити», который просуществовал до 1910 года. Клуб был восстановлен в 1920 году, но играл только до 1922 года. Новый «Кентербери Сити» был образован в 1947 году, но расформирован в 2001 году, после того как был выселен со стадиона «Кингсмид» (снесён в 1999 году). Клуб воссоздан в 2007 году как общественная компания и в настоящее время участвует в Восточной футбольной лиге южных графств (Southern Counties East Football League).
Также, регбийно-футбольный клуб Canterbury RFC, основанный в 1926 году, он стал первым клубом Восточного Кента, получившим статус Национальной лиги, и в настоящее время играет в четвертом уровне Национальной лиге 2 Юг; регбийцы - в Национальной лиге 2 Восток (National League 2 East). 
Кентерберийский хоккейный клуб (Canterbury Hockey Club) — один из крупнейших в стране; он входит в команды как мужской, так и женской хоккейных лиг Англии; бывший олимпийский чемпион Шон Керли был членом команды. 
В развлекательном центре Kingsmead есть общественные спортивные сооружения, в том числе 33-метровый (108 футов) бассейн и спортивный зал для футбола, баскетбола и бадминтона.